# Дибург
Дибург (нем. Dieburg) — город в Германии, в земле Гессен. Подчинён административному округу Дармштадт. Входит в состав района Дармштадт-Дибург.  Население составляет 15 262 человека (на 31 декабря 2010 года). Занимает площадь 23,11 км². Официальный код — 06 4 32 004.

## Известные жители
- Франц Иосиф Альбини (1748-1816) — немецкий государственный деятель, барон.

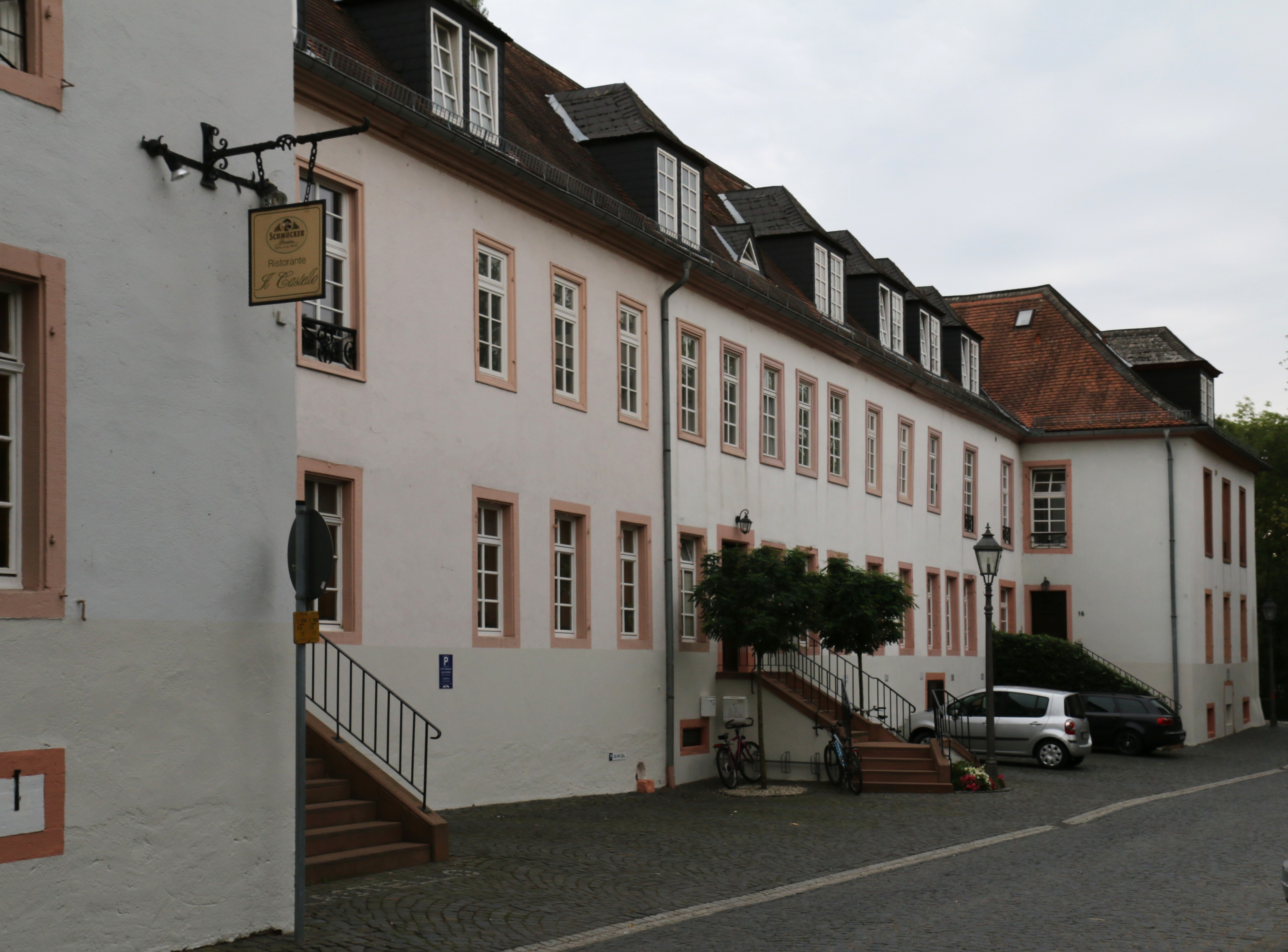
Дворец Альбини в Дибурге